# Zeitschrift für Wirtschafts- und Steuerstrafrecht
Die Zeitschrift für Wirtschafts- und Steuerstrafrecht (abgekürzt: wistra) ist eine juristische Fachzeitschrift, in der Entscheidungen und Aufsätze zum Wirtschafts- und Steuerstrafrecht inklusive internationaler Bezüge und Verfahrensrecht veröffentlicht werden.
Redaktion: Charlotte Schmitt-Leonardy, Roland Schmitz.
Herausgeber sind Franziska von Freeden, Markus Jäger, Matthias Jahn, Matthias Korte, Manfred Möhrenschlager, Martina Müller-Ehlen, Markus Rübenstahl, Franz Salditt, Charlotte Schmitt-Leonardy, Roland Schmitz, Carsten Wegner und Martin Wulf.
Die Zeitschrift erscheint seit 1982 monatlich im C.F. Müller Verlag in einer Auflage von 1000 Exemplaren.
Auf einzelne Artikel verweist man durch Angabe des Kürzels „wistra“, des Jahrgangs und der Seite. Bei Verweisen auf Gerichtsentscheidungen, die in der wistra abgedruckt worden sind, wird zusätzlich das Gericht genannt. So steht beispielsweise die Angabe „BGH wistra 2007, 136“ für eine Entscheidung des Bundesgerichtshofs („Kanther“), die auf Seite 136 des Jahrgangs 2007 abgedruckt wurde.